# ماكسيميليانو زاريت
ماكسيميليانو زاريت (بالإسبانية: Maximiliano Zárate)‏ هو لاعب كرة قدم أرجنتيني في مركز الهجوم، ولد في 4 فبراير 1993 في قرطبة في الأرجنتين. لعب مع Club Comunicaciones ‏.

## وصلات خارجية
- ماكسيميليانو زاريت على موقع قاعدة بيانات كرة القدم.إي يو (الإنجليزية)
- ماكسيميليانو زاريت على موقع Soccerway.com (الإنجليزية)